# Plage de la Caleta (Cadix)
Pour la plage de Málaga, voir Plage de La Caleta.

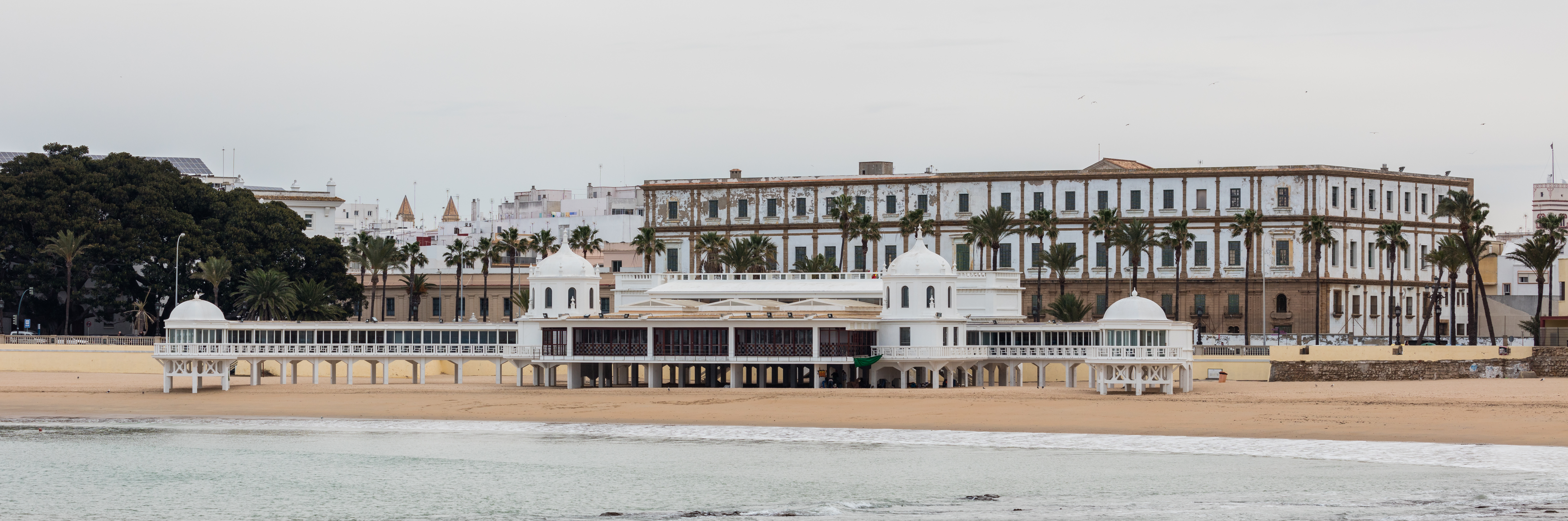
Balneario

La Caleta est une plage située au centre de la ville de Cadix, en Andalousie (Espagne). Elle a été un port naturel dans lequel ont jeté l'ancre des bateaux Phéniciens, Carthaginois et Romains, près du chenal qui séparait l'archipel des îles (Erytheia et Cotinussa) qui formaient l'antique Gadès à l'époque. Les gaditans la considèrent comme l'un des lieux les plus emblématiques de la ville, étant un thème récurrent du Carnaval.

## Description
La plage a été la scène de plusieurs films, dont Meurs un autre jour, Capitaine Alatriste, Manolete et L'Amour sorcier.

## Archéologie
Diverses découvertes archéologiques ont eu lieu,, démontrant l'existence d'un chenal de navigation pendant les époques phénicienne et romaine.

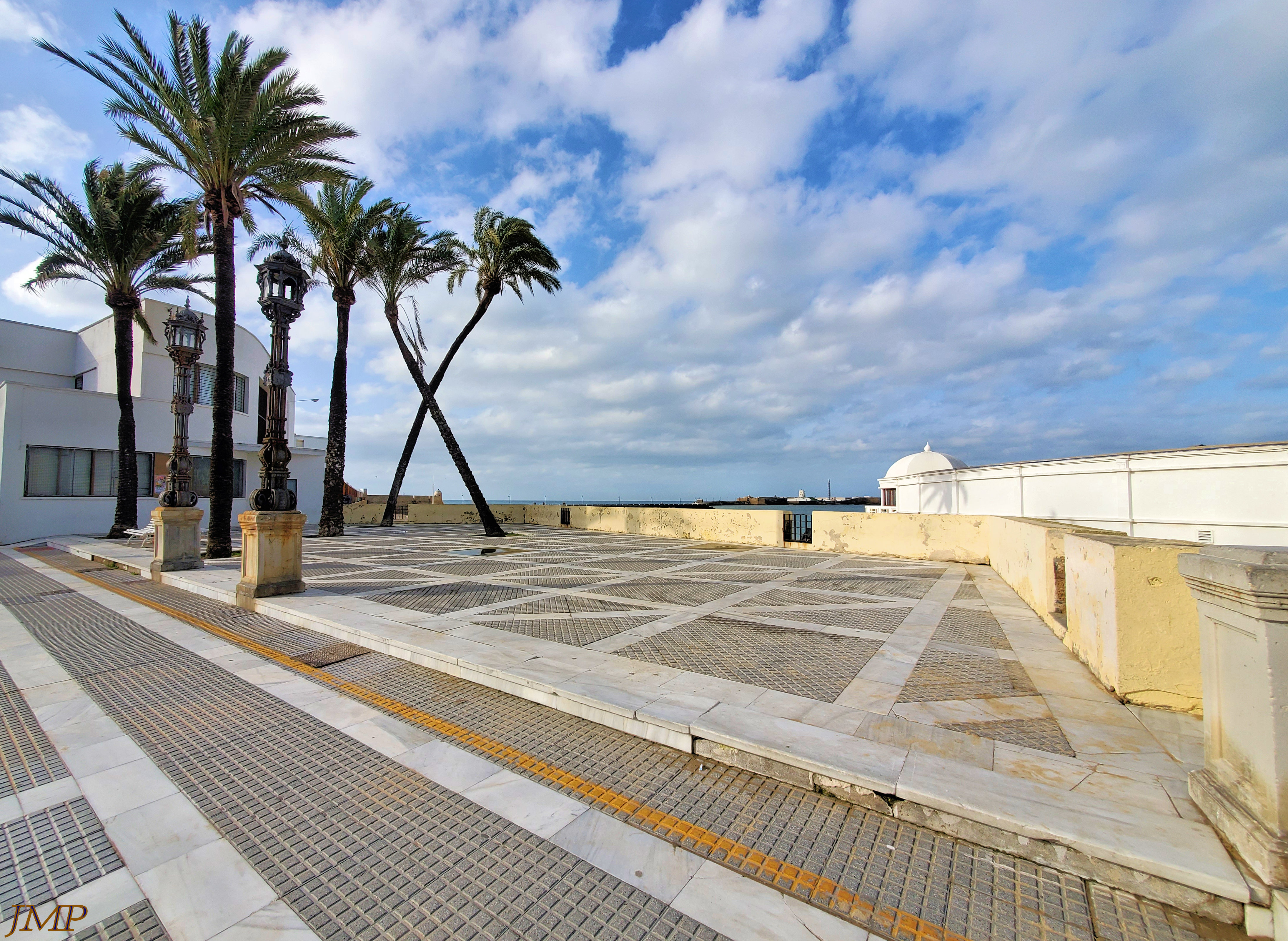
Emplacement du Bastion de San Pablo.

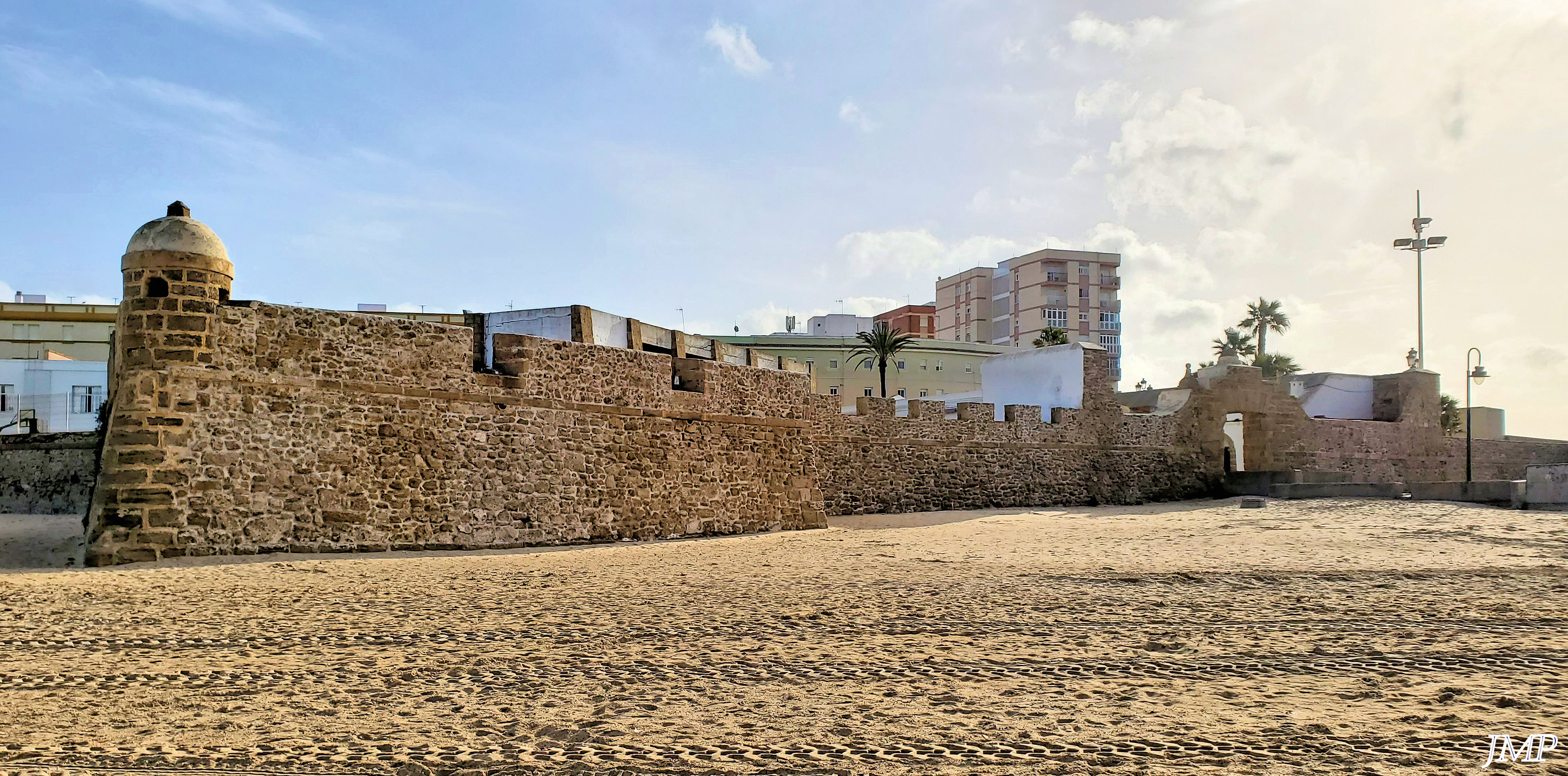
Bastion del Orejón et Porte de la Caleta.

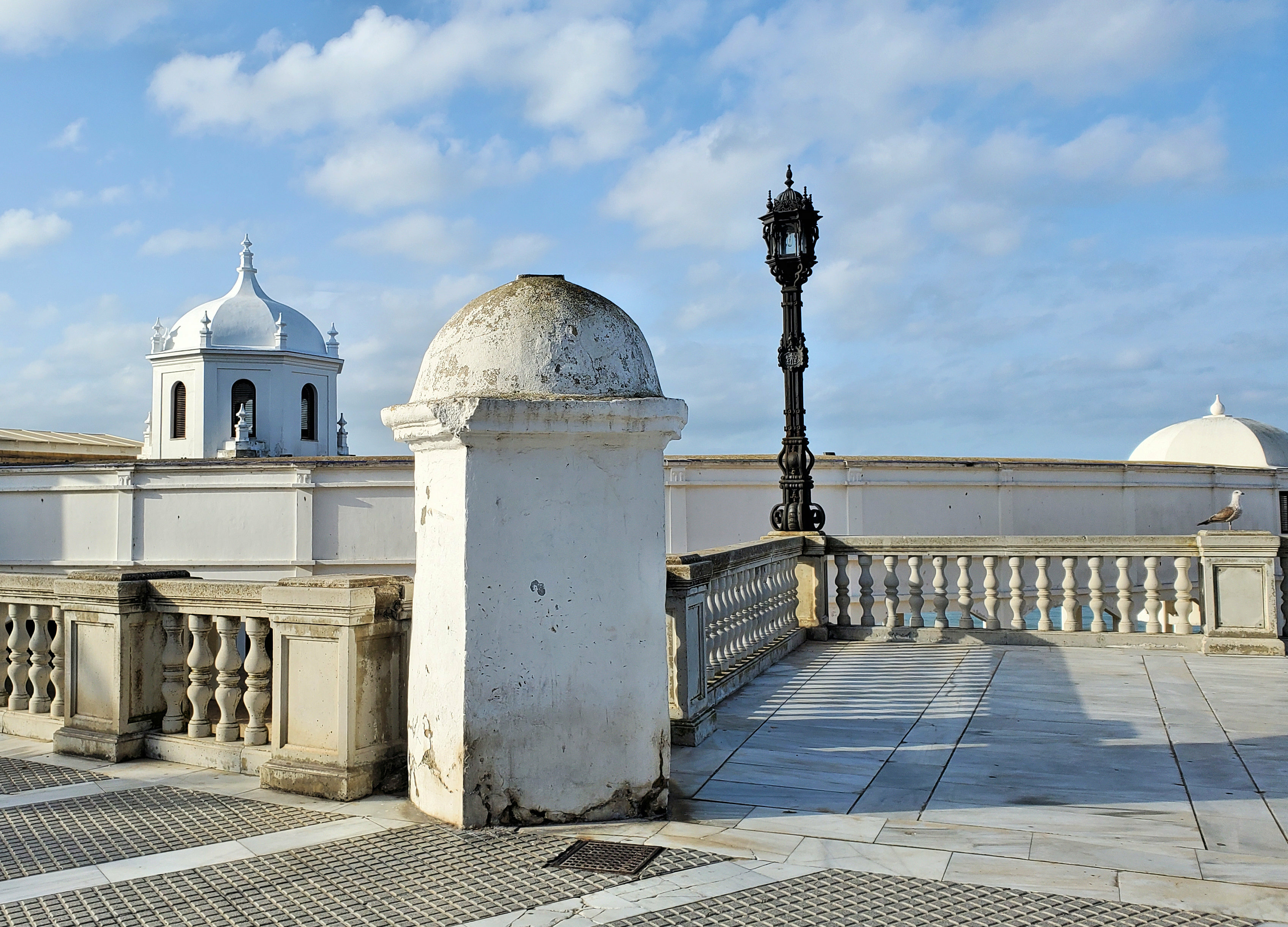
Emplacement du Bastion de San Pedro.

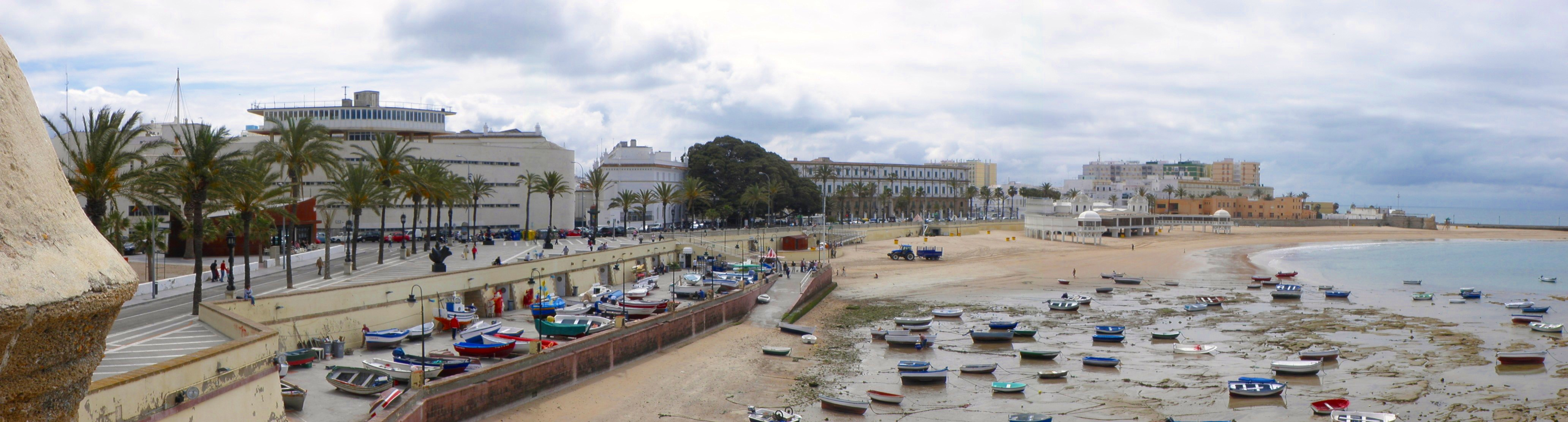
Panorama de la Caleta, avec les facultés de l'Université de Cadix au fond, et ses deux ficus centenaires.

## Biodiversité
En 2019 ont été recensés 294 espèces d'animaux et 88 de flore.

## Source de traduction
- (es) Cet article est partiellement ou en totalité issu de l’article de Wikipédia en espagnol intitulé « Playa de La Caleta (Cádiz) » (voir la liste des auteurs).